# Latour (Gaume)
Pour les articles homonymes, voir Latour.
Latour (en gaumais : Latou) est un village ainsi qu'une section de la ville belge de Virton située en Région wallonne dans la province de Luxembourg.
C'était une commune à part entière avant la fusion des communes de 1977.

## Toponymie
Zu dem Thornn bei Verton, (en luxembourgeois), en 1470.

## Géographie

### Situation
Le village se trouve au sud-ouest de la province de Luxembourg, en Gaume.

### Cours d'eau
Il est traversé au sud par la Vire, un affluent du Ton.

## Évolution démographique
- Source: INS recensements population

## Histoire

### Origines
Le village de Latour fut, dès le XIIe siècle et durant tout le Moyen Âge, le siège d’une puissante seigneurie. La famille de Latour est plus connue aujourd’hui sous le nom de Baillet-Latour, et a donné par le passé maints personnages célèbres, dont Maximilien de Baillet de Latour, propriétaire au XVIIIe siècle du fameux 14e régiment de dragons au service de l’Autriche-Hongrie. Plus proche de nous, on compte aussi Henri de Baillet-Latour, président du Comité international olympique lors de l’organisation des Jeux olympiques d'été de 1936 à Berlin, capitale du troisième Reich.

### La première guerre mondiale
Lors de la Première Guerre mondiale, le 24 août 1914, le 50e IR et le 6e IR de l'Armée impériale allemande passèrent, par les armes, 71 civils. Ce chapitre de l'histoire fait partie des atrocités allemandes commises lors de l'invasion.

### Période contemporaine
En 1929, un important dépôt de locomotives et atelier de réparation de locomotives est édifié à Latour, en remplacement de la petite remise de Virton. Il devint le plus grand dépôt de locomotives, à vapeur puis diesel de l'Athus-Meuse. La disparition d’une bonne partie du trafic des marchandises (sidérurgie autour d'Athus, Halanzy et Rodange) ainsi que la désaffection du rail par les voyageurs eurent raison du dépôt de Latour qui ferma en 1992.
En 1974, la décision fut prise de détruire l'aérodrome de Latour afin d'y installer un zoning commercial.
En 1977, l'ancienne commune de Latour fut intégré à la ville de Virton dans le cadre de la fusion des communes belges.
Après la fermeture de la remise du chemin de fer, l'entreprise Ravago Plastics s'est installée dans les vastes bâtiments du dépôt. Un zoning industriel est en cours de création là où se trouvaient des voies de garage du dépôt de Latour.

## Patrimoine et culture

### Patrimoine architectural et sites
- L'église du village est dédiée à Saint-Martin. Elle est, avec son cimetière, classée par la Communauté française de Belgique, depuis le 9 novembre 1982[6].
- Le château de Latour.
- Le moulin à eau.
- Le monument aux morts des 71 fusillés du 24 août 1914.
- Les différents calvaires du village.
- La chapelle Notre-Dame de la Salette.

### Culture
À Latour se trouve le musée Baillet, qui retrace l'histoire de la famille du même nom, seigneurs de Latour au XVIIe siècle, ainsi que la période des deux guerres mondiales en Gaume.

## Économie
Latour dispose d'un important zoning artisanal et industriel le long de la route nationale belge 88. Il fut ouvert en 1974.

### Air
Latour disposait d'un petit aérodrome de 1944 à 1974, créé comme piste de secours par l'US Air force pendant la Seconde Guerre mondiale.

### Rail
Le village est bordé par la ligne 165 (dite « Athus - Meuse ») des chemins de fer belges. Il n'existe cependant pas de gare desservant le village, la plus proche étant celle de Virton.

### Route
Latour est longé par la route nationale belge 88 qui relie Athus à Virton.

## Personnalités liées à Latour
- Louis Willibrod Antoine de Baillet de Latour (Latour 1753 - Bruxelles 1836), général des armées de la République française et du 1er Empire.